# Table densimétrique

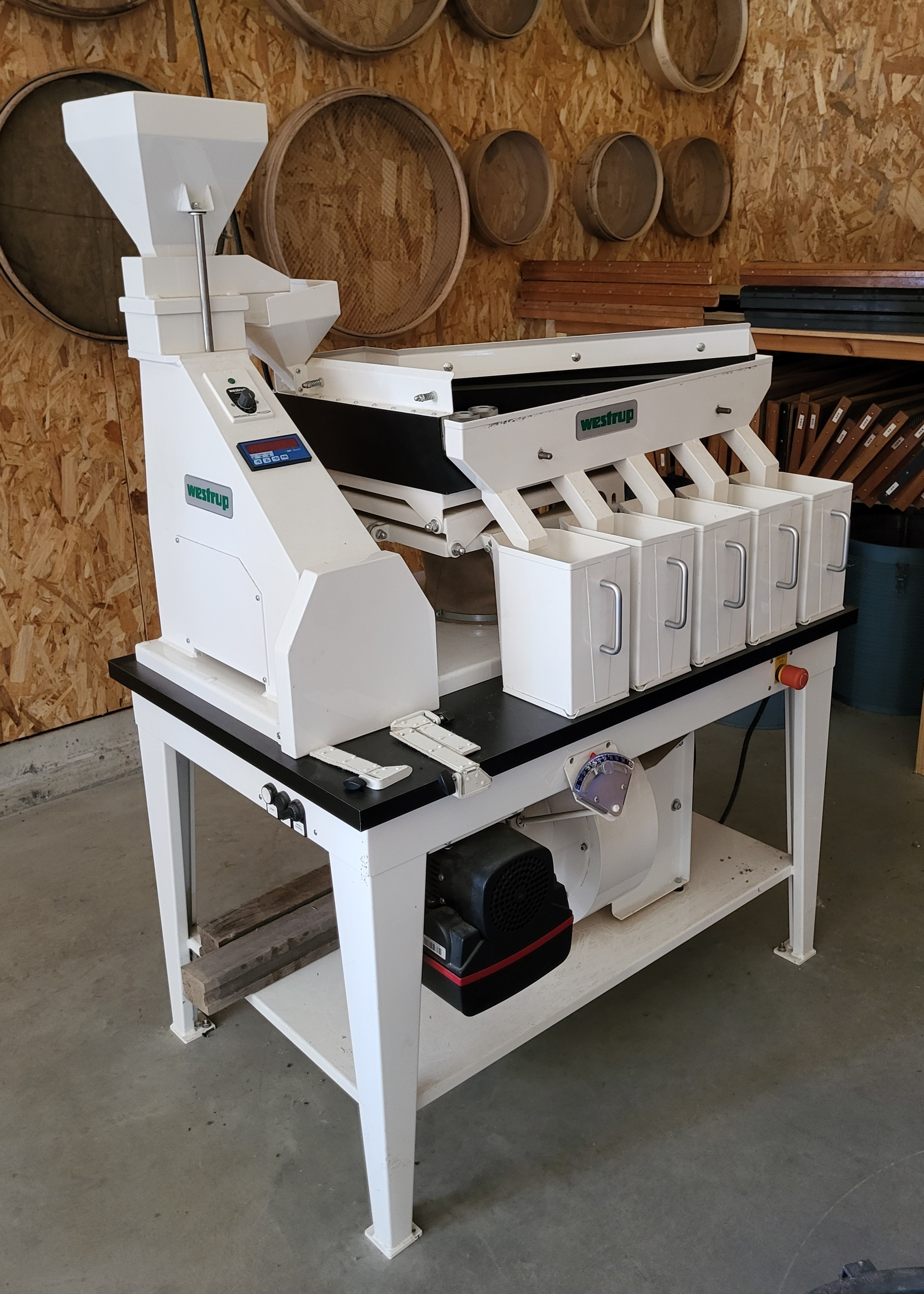
Table densimétrique adaptée au triage des semences potagères et florales

Une table densimétrique est un appareil de triage permettant la séparation en continu de grains selon leur poids spécifique. Grâce à des vibrations sur un coussin d'air les grains les plus denses restent davantage en contact avec la table rugueuse et se séparent des plus légers. Ses différentes possibilités de réglages permettent de faire des tris particulièrement fins entre les produits. Ce matériel est particulièrement utilisé dans les stations de semences. Mais aussi  pour le tri de certains déchets tels que des matières qui ont préalablement été broyées.

## Description
Une table densimétrique est composée de :
- une trémie avec distributeur réglable par potentiomètre.
- un axe excentrique équipé d’un tachymètre avec affichage numérique.
- un plateau interchangeable (toile ou grille métallique) à inclinaison réglable
- un système de soufflerie réglable
- plusieurs gouttières amenant les grains triés vers des godets de récupération des produits de différentes densités.

Il existe différents modèles de tailles, de rapidité et de débits différents utilisables pour des semences de dimensions différentes (potagères, fourragères, céréales, ...), déchets de toutes sortes.

## Réglages
Les différents réglages des tables densimétriques sont très délicats. Ils dépendent : 
- de l'inclinaison de la table (dans deux directions)
- du plan de la table rugueuse (toile ou grille),
- de la vitesse de vibration de la table,
- du volume d'air envoyé
- du volume de graines présent sur la table.